# ریکو کپلیو ۵۰۰اس‌ایی
ریکو کپلیو ۵۰۰اس‌ایی (به انگلیسی: Ricoh Caplio 500SE) یک دوربین عکاسی ساخت شرکت ریکو است.